# Cégep de Jonquière
 (décembre 2020).

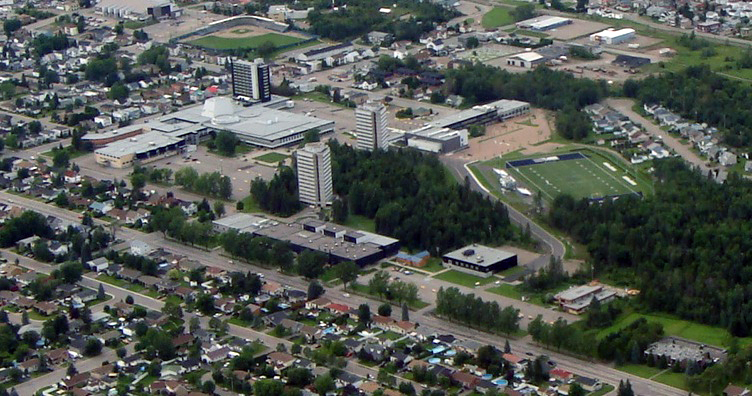
Campus du Cégep de Jonquière.

Le Cégep de Jonquière, situé dans l'arrondissement Jonquière de la ville de Saguenay, est un des quatre cégeps dans la région du Saguenay-Lac-Saint-Jean.

## Description
Le Cégep de Jonquière est une institution d'enseignement supérieure publique dispensant de l'enseignement préuniversitaire et technique. Avec plus de 3 000 élèves et quelque 500 employés, il est le plus grand Cégep de la région du Saguenay-Lac-Saint-Jean[réf. souhaitée].
Il est né le 14 juillet 1967 de la fusion du Collège classique de Jonquière fondé en 1955 par la communauté des Oblats et de l'École technique d'Arvida fondée en 1948. Le 29 juin 1967, le gouvernement du Québec a adopté la loi des collèges d'enseignement général et professionnel menant à la création du Cégep de Jonquière, un des premiers cégeps à voir le jour dans la province.
Ce cégep propose un programme en art et technologie des médias (ATM) qui offre deux volets distincts : Techniques de communication dans les médias et Techniques cinématographiques et télévisuelles. Cependant, en 2021, le programme ATM est devenu « L'École supérieure en Art et technologie des médias ».
Il abrite également un centre collégial de transfert de technologie reconnu par le ministère de l'Éducation, Enseignement supérieur et Recherche en 1984, Centre de production automatisée (CPA) qui offre des services de recherche et développement, de soutien technique ainsi que de la formation aux entreprises.

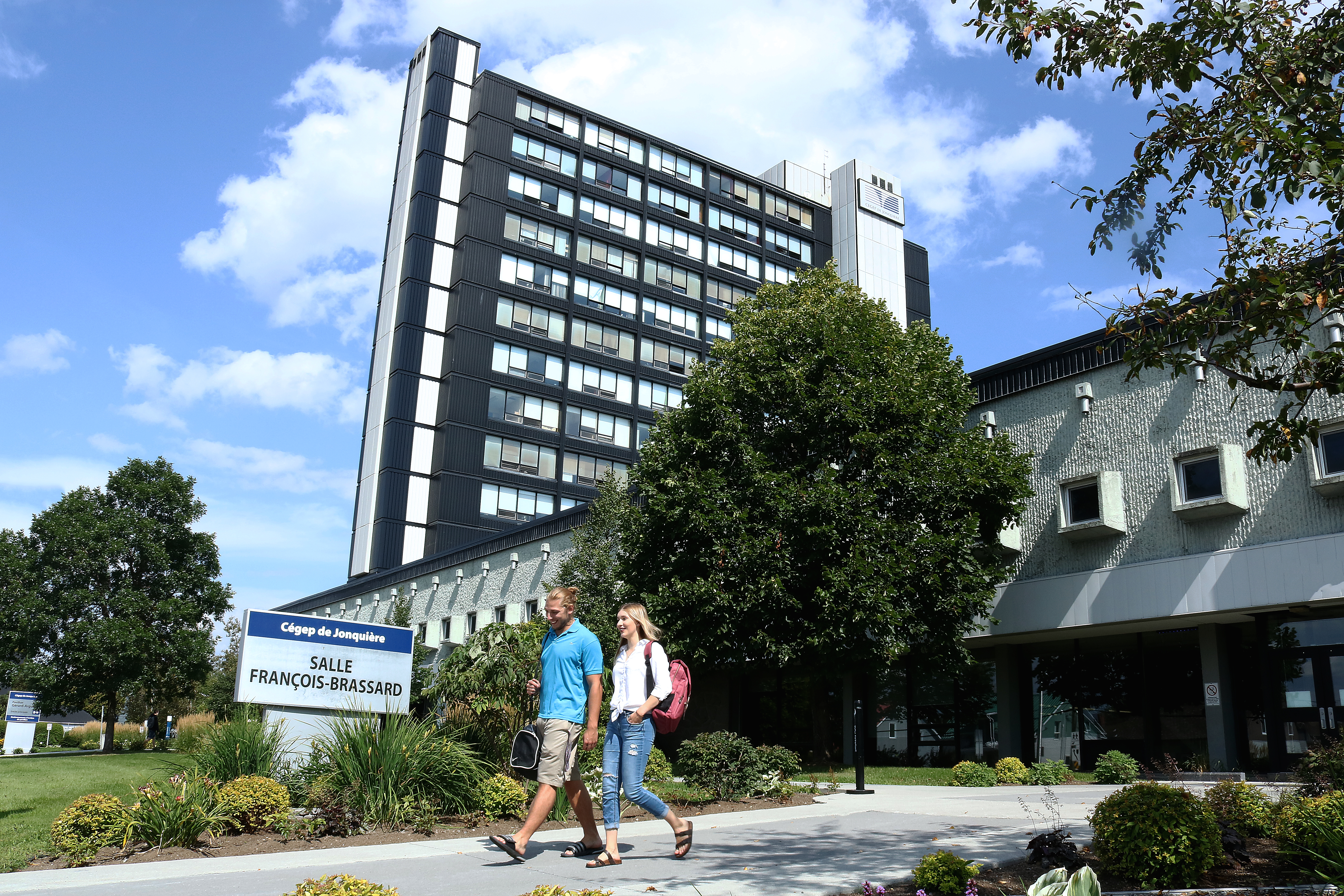
Pavillon principal

## Direction

### Direction générale
- 1967-1968 M. Pierre-Paul Asselin
- 1968-1971 M. Paul-Arthur Fortin
- 1969-     M. Guillaume Plante
- 1971-1973 M. Arthur Marsolais
- 1973-1980 M. Claude Boily
- 1980-1999 M. Jacques Vézina
- 1999-2004 M. André Carrier
- 2004-2007 M. Gilbert Grenon
- 2007-2012 M. Michel Gravel
- 2012-2016 Mme Guylaine Proulx
- 2017-2022 M. Raynald Thibeault
- 2022-... M. Sylvain Gaudreault

### Direction des études
- 1967-1969 M. Gérard Arguin
- 1969-1973 M. Paul-Pierre Troestler
- 1973-1976 M. Gérard Sénéchal
- 1976-1980 M. Jacques Vézina
- 1980-1984 M. André Garon
- 1984-1988 M. Paul Bilodeau
- 1988-2001 Mme Sylvie Bergeron
- 2001-2002 M. Judes Ruest
- 2002-2006 M. Laurier Tremblay
- 2006-2007 Mme Johanne Munn
- 2007-2007 Mme Julie Boudreault interim
- 2007-2012 Mme Guylaine Proulx
- 2012-2018 Mme Jasmine Gauthier
- 2019-2024 M. Mario Julien
- 2025- ... M. Joël‑Étienne Myre

## Pavillons
Le cégep est divisé en différents pavillons.
- Gérard-Arguin (pavillon principal où se trouvent les bureaux de direction, la majorité des salles de classe, la cafétéria, la bibliothèque, la salle des Pas-Perdus, la salle François-Brassard, les gymnases et la piscine)
- Lionel-Gaudreau (pavillon des cours de physique, mécanique, électronique, chimie)
- Joseph-Angers (pavillon des cours en ATM)
- Manicouagan (locaux de postproduction, bureaux de professeurs et locaux en location)
- Piékouagami (édifice qui contient des chambres pour étudiants)
- Paul-Arthur Fortin

## Personnalités du Cégep de Jonquière
- Alain Gravel, diplômé, journaliste.